# 八氯合二钼酸钾
八氯合二钼酸钾是一种配合物，化学式为K4Mo2Cl8。这种红色的盐由钾离子和八氯合二钼酸根（Mo2Cl84−）离子构成。这种物质具有历史意义因为它是最早发现含有四重键的化合物之一。这种盐通常以二水合物形式制得。
该化合物可有六羰基钼经两步反应制得：
2 Mo(CO)6  +  4 HO2CCH3   →   Mo2(O2CCH3)4  +  2 H2  +  12 CO
Mo2(O2CCH3)4  +  4 HCl  +  4 KCl   →   K4Mo2Cl8  +  4 HO2CCH3

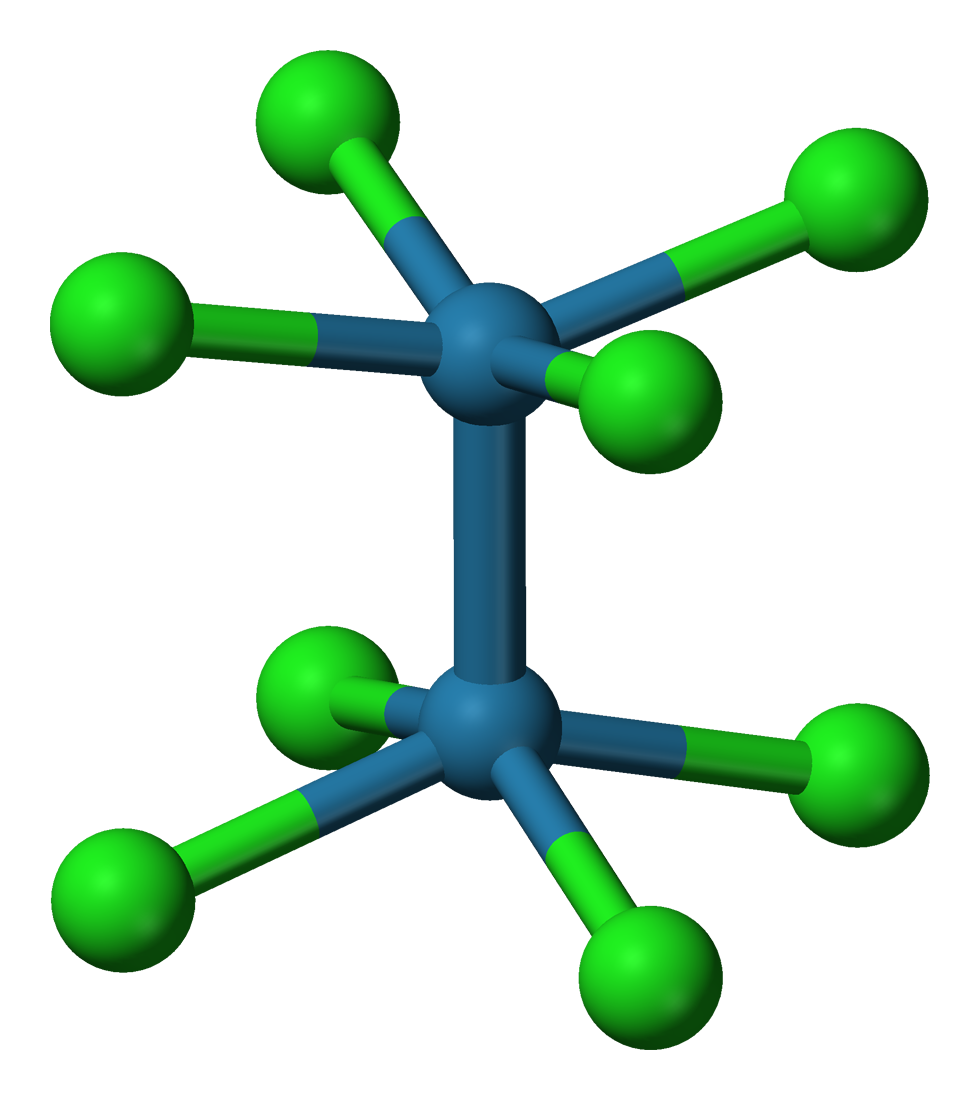
八氯合二钼(II)酸根离子（[Mo_{2}Cl_{8}]^{4−}）的特点是含有Mo-Mo四重键

乙酸盐与盐酸的反应最早认为产生三钼酸盐，但随后的晶体学分析证实该物质中含有D4h对称性的Mo2Cl84−离子。Mo—Mo键键长为2.14 Å。